# Àster
Els àster (Aster) són un gènere de plantes angiospermes de la família de les asteràcies (Asteraceae). Són plantes natives d'Euràsia en nord-oest d'Àfrica i d'Amèrica del Nord.
Aquest gènere contenia unes 600 espècies d'Euràsia i Nord-amèrica, però des de 1990, per anàlisi molecular, es va decidir que la majoria de les espècies americanes es traslladessin a altres gèneres. Després d'aquesta divisió van quedar unes 180 espècies dins el gènere Aster. El nom Aster deriva del grec i significa 'estrella', referint-se a la forma del capítol floral. Moltes espècies són planta ornamental.
Aster amellus és l'espècie tipus del gènere. Les espècies del Nou Món han estat reclassificades als gèneres Almutaster, Canadanthus, Doellingeria, Eucephalus, Eurybia, Ionactis, Oligoneuron, Oreostemma, Sericocarpus i Symphyotrichum, totes dins la tribu Astereae.

## Taxonomia
Aquest gènere va ser publicat per primer cop l'any 1753 al segon volum de l'obra Species Plantarum del botànic suec Carl von Linné (1707-1778).

### Espècies
Dins del gènere Aster es reconeixen les 186 espècies següents:
- Aster ageratoides Turcz.
- Aster aitchisonii Boiss.
- Aster alatipes Hemsl.
- Aster albescens (DC.) Wall. ex Hand.-Mazz.
- Aster alpinus L.
- Aster altaicus Willd.
- Aster amellus L.
- Aster arenarius (Kitam.) Nemoto
- Aster argyropholis Hand.-Mazz.
- Aster asagrayi Makino
- Aster asteroides (DC.) Kuntze
- Aster atropurpurea W.P.Li & G.X.Chen
- Aster auriculatus Franch.
- Aster baccharoides Steetz
- Aster barbellatus Grierson
- Aster batangensis Bureau & Franch.
- Aster bellidiastrum (L.) Scop.
- Aster biennis Ledeb.
- Aster bietii Franch.
- Aster bipinnatisectus Ludlow ex Grierson
- Aster boweri Hemsl.
- Aster brachytrichus Franch.
- Aster brevicaulis W.P.Li
- Aster brevis Hand.-Mazz.
- Aster bulleyanus Jeffrey
- Aster chekiangensis (C.Ling ex Y.Ling) Y.F.Lu & X.F.Jin
- Aster chingshuiensis Y.C.Liu & C.H.Ou
- Aster chuanshanensis W.P.Li
- Aster crenatifolius Hand.-Mazz.
- Aster danyangensis Jae Y.Kim & G.Y.Chung
- Aster dianchuanensis J.W.Xiao & W.P.Li
- Aster dimorphophyllus Franch. & Sav.
- Aster diplostephioides (DC.) Benth. ex C.B.Clarke
- Aster dolichophyllus Y.Ling
- Aster dolichopodus Y.Ling
- Aster eligulatus (Y.Ling ex Y.L.Chen, S.Yun Liang & K.Y.Pan) Brouillet, Semple & Y.L.Chen
- Aster eremophilus Bunge
- Aster falconeri (C.B.Clarke) Hutch.
- Aster fanjingshanicus Y.L.Chen & D.J.Liu
- Aster farreri W.W.Sm. & Jeffrey
- Aster filipes J.Q.Fu
- Aster flaccidus Bunge
- Aster formosanus Hayata
- Aster fulgidulus Grierson
- Aster fuscescens Bureau & Franch.
- Aster giraldii Diels
- Aster glehnii F.Schmidt
- Aster gouldii C.E.C.Fisch.
- Aster gracilicaulis Y.Ling ex J.Q.Fu
- Aster guanwuensis S.S.Ying
- Aster handelii Onno
- Aster hayatae H.Lév. & Vaniot
- Aster helenae Merr.
- Aster heliopsis Grierson
- Aster hersileoides C.K.Schneid.
- Aster heterolepis Hand.-Mazz.
- Aster himalaicus C.B.Clarke
- Aster hispidus Thunb.
- Aster holohermaphroditus (Grierson) R.Abid & Qaiser
- Aster hololachnus Y.Ling ex Y.L.Chen, S.Yun Liang & K.Y.Pan
- Aster homochlamydeus Hand.-Mazz.
- Aster huangpingensis W.P.Li & Zhi Li
- Aster hunanensis Hand.-Mazz.
- Aster hypoleucus Hand.-Mazz.
- Aster iinumae Kitam.
- Aster ilanmontanus S.S.Ying
- Aster incisus Fisch.
- Aster indamellus Grierson
- Aster indicus L.
- Aster ionoglossus Y.Ling ex Y.L.Chen, S.Yun Liang & K.Y.Pan
- Aster itsunboshi Kitam.
- Aster jeffreyanus Diels
- Aster jiangkouensis X.L.Yu & Xiong Li
- Aster jiulongshanensis Z.H.Chen, X.Y.Ye & C.C.Pan
- Aster kanoi S.W.Chung, W.J.Huang & T.C.Hsu
- Aster kantoensis Kitam.
- Aster komonoensis Makino
- Aster koraiensis Nakai
- Aster labrangensis Hand.-Mazz.
- Aster langaoensis J.Q.Fu
- Aster latibracteatus Franch.
- Aster lautureanus (Debeaux) Franch.
- Aster lavandulifolius Hand.-Mazz.
- Aster likiangensis Franch.
- Aster limosus Hemsl.
- Aster lingii G.J.Zhang & T.G.Gao
- Aster lingulatus Franch.
- Aster lipskii Kom.
- Aster lixianensis (J.Q.Fu) Brouillet, Semple & Y.L.Chen
- Aster lushiensis (J.Q.Fu) Brouillet, Semple & Y.L.Chen
- Aster maackii Regel
- Aster mangshanensis Y.Ling
- Aster marchandii H.Lév.
- Aster medius (Krylov) Serg.
- Aster megalanthus Y.Ling
- Aster menelii H.Lév.
- Aster meyendorffii (Regel & Maack) Voss
- Aster microcephalus (Miq.) Franch. & Sav.
- Aster miquelianus H.Hara
- Aster miyagii Koidz.
- Aster molliusculus (Lindl. ex DC.) C.B.Clarke
- Aster mongolicus Franch.
- Aster morrisonensis Hayata
- Aster motuoensis Y.L.Chen
- Aster moupinensis (Franch.) Hand.-Mazz.
- Aster nakaoi Kitam.
- Aster neoelegans Grierson
- Aster nigromontanus Dunn
- Aster nitidus C.C.Chang
- Aster oldhamii Hemsl.
- Aster oliganthus W.P.Li & Zhi Li
- Aster oreophilus Franch.
- Aster ovalifolius Kitam.
- Aster panduratus Nees ex Walp.
- Aster pekinensis (Hance) F.H.Chen
- Aster philippinensis S.Moore
- Aster piccolii Hook.f.
- Aster poliothamnus Diels
- Aster polius C.K.Schneid.
- Aster popovii Botsch.
- Aster prainii (J.R.Drumm.) Y.L.Chen
- Aster procerus Hemsl.
- Aster pseudosimplex Brouillet, Semple & Y.L.Chen
- Aster pujosii Quézel
- Aster pycnophyllus Franch. ex W.W.Sm.
- Aster pyrenaeus Desf. ex DC.
- Aster quanzhouensis M.Tang, G.J.Yan & W.P.Li
- Aster retusus Ludlow
- Aster rockianus Hand.-Mazz.
- Aster rugulosus Maxim.
- Aster salwinensis Onno
- Aster sampsonii Hemsl.
- Aster sanczirii Kamelin & Gubanov
- Aster sanqingshanicus J.W.Xiao & W.P.Li
- Aster satsumensis Soejima
- Aster savatieri Makino
- Aster saxicola W.P.Li & Z.Li
- Aster scaber Thunb.
- Aster × sekimotoi Makino
- Aster semiamplexicaulis (Makino) Makino ex Koidz.
- Aster semiprostratus (Grierson) H.Ikeda
- Aster senecioides Franch.
- Aster setchuenensis Franch.
- Aster shimadae (Kitam.) Nemoto
- Aster sikkimensis Hook.f. & Thomson
- Aster sikuensis W.W.Sm. & Farrer
- Aster sinianus Hand.-Mazz.
- Aster sinoangustifolius Brouillet, Semple & Y.L.Chen
- Aster siyuanensis S.S.Ying
- Aster smithianus Hand.-Mazz.
- Aster sohayakiensis Koidz.
- Aster souliei Franch.
- Aster spathulifolius Maxim.
- Aster sphaerotus Y.Ling
- Aster stracheyi Hook.f.
- Aster sugimotoi Kitam.
- Aster taiwanensis Kitam.
- Aster takasago-montanus Sasaki
- Aster taliangshanensis Y.Ling
- Aster taoshanensis S.S.Ying
- Aster taoyuenensis S.S.Ying
- Aster tataricus L.f.
- Aster techinensis Y.Ling
- Aster tenuipes Makino
- Aster tianmenshanensis G.J.Zhang & T.G.Gao
- Aster tientschwanensis Hand.-Mazz.
- Aster tonglingensis G.J.Zhang & T.G.Gao
- Aster tongolensis Franch.
- Aster tricephalus C.B.Clarke
- Aster trichoneurus Y.Ling
- Aster trinervius Roxb. ex D.Don
- Aster turbinatus S.Moore
- Aster velutinosus Y.Ling
- Aster verticillatus (Reinw.) Brouillet, Semple & Y.L.Chen
- Aster vestitus Franch.
- Aster viscidulus (Makino) Makino
- Aster vvedenskyi Bondarenko
- Aster wattii C.B.Clarke
- Aster willkommii Sch.Bip.
- Aster woroschilovii Zdor. & I.I.Shapoval
- Aster xianjuensis Y.F.Lu, W.Y.Xie & X.F.Jin
- Aster yakushimensis (Kitam.) Soejima & Yahara
- Aster yamazutae Matsuda
- Aster yomena (Kitam.) Honda
- Aster yoshinaganus (Kitam.) Mot.Ito & Soejima
- Aster yuanqunensis (J.Q.Fu) Brouillet, Semple & Y.L.Chen
- Aster yunnanensis Franch.

### Sinònims
Els següents noms científics són sinònims heterotípics d'Aster:
- Asteromoea Blume
- Bellidastrum A.D.Michel ex Scop.
- Bellidiaster Dumort.
- Borkonstia Ignatov
- Brachyaster Ambrosi
- Cardiagyris G.L.Nesom
- Chlamydites J.R.Drumm.
- Geothamnus G.L.Nesom
- Griersonia G.L.Nesom
- Gymnaster Kitam.
- Hersilea Klotzsch
- Heterochaeta DC.
- × Heterokalimeris Kitam.
- Heteropappus Less.
- Hisutsua DC.
- Homostylium Nees
- Iteroloba G.L.Nesom
- Kalimares Raf.
- Kalimeris (Cass.) Cass.
- Kitamuraea Rauschert
- Kitamuraster Soják
- Kitamuria G.L.Nesom
- Krylovia Schischk.
- Leptocoma Less.
- Margarita Gaudin
- Martinia Vaniot
- Metamyriactis G.L.Nesom
- Miyamayomena Kitam.
- Rhinactina Less.
- Rhinactinidia Novopokr.
- Rhynchospermum Reinw.
- Sinobouffordia G.L.Nesom
- Sinosidus G.L.Nesom
- Tibetiodes G.L.Nesom
- Wardaster J.Small
- Yonglingia G.L.Nesom
- Zollingeria Sch.Bip.

## Galeria

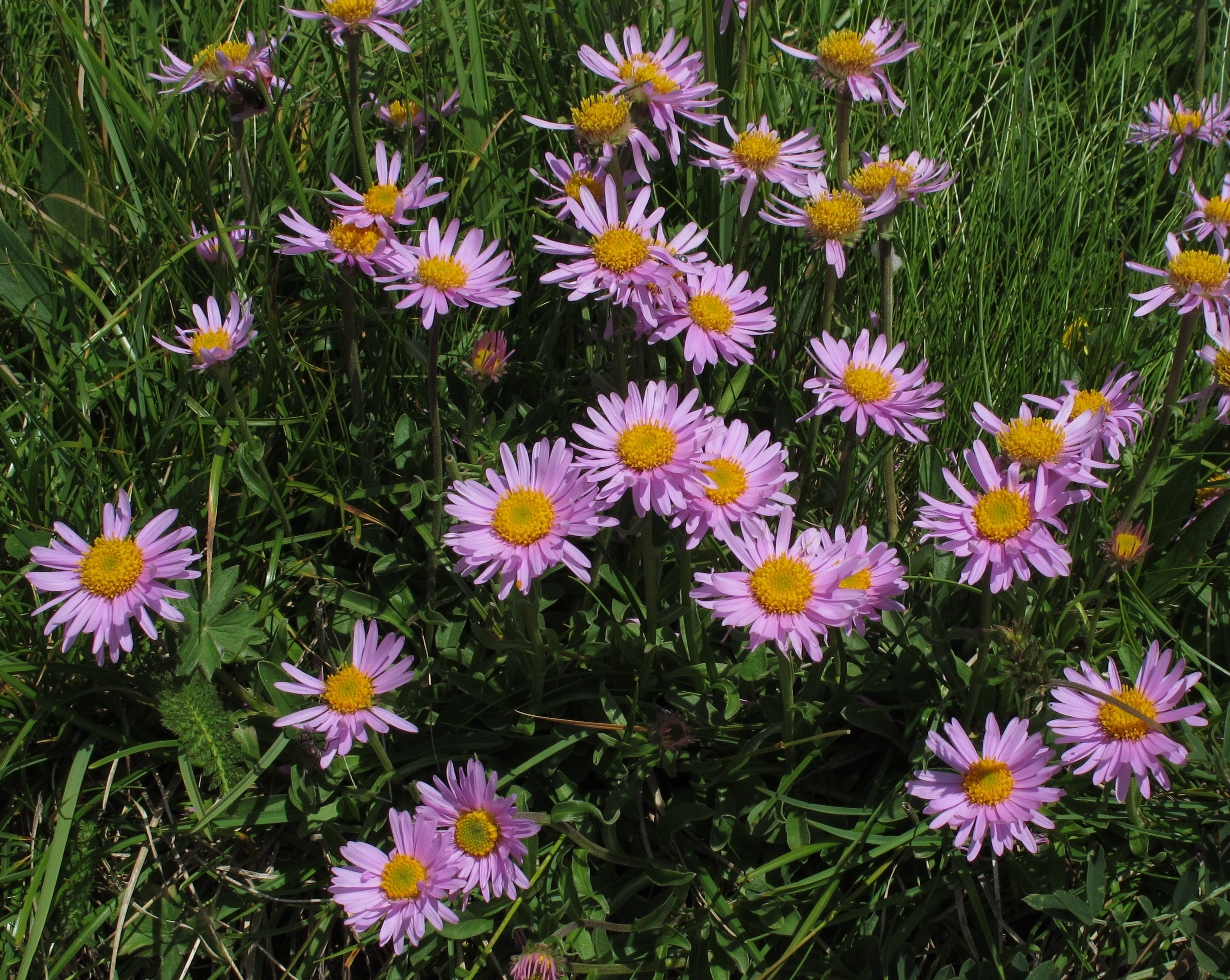
Aster alpinus
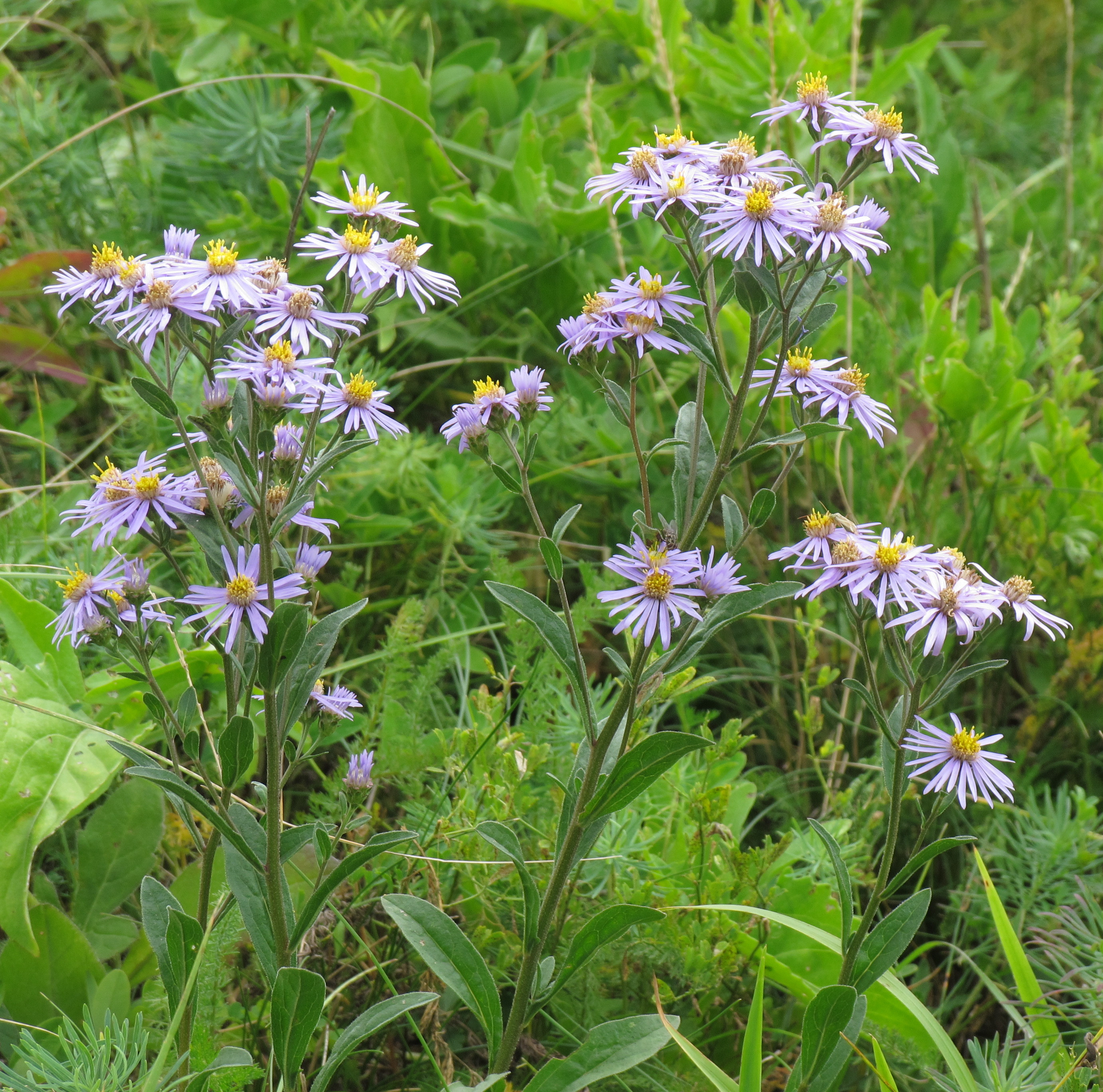
Aster amellus
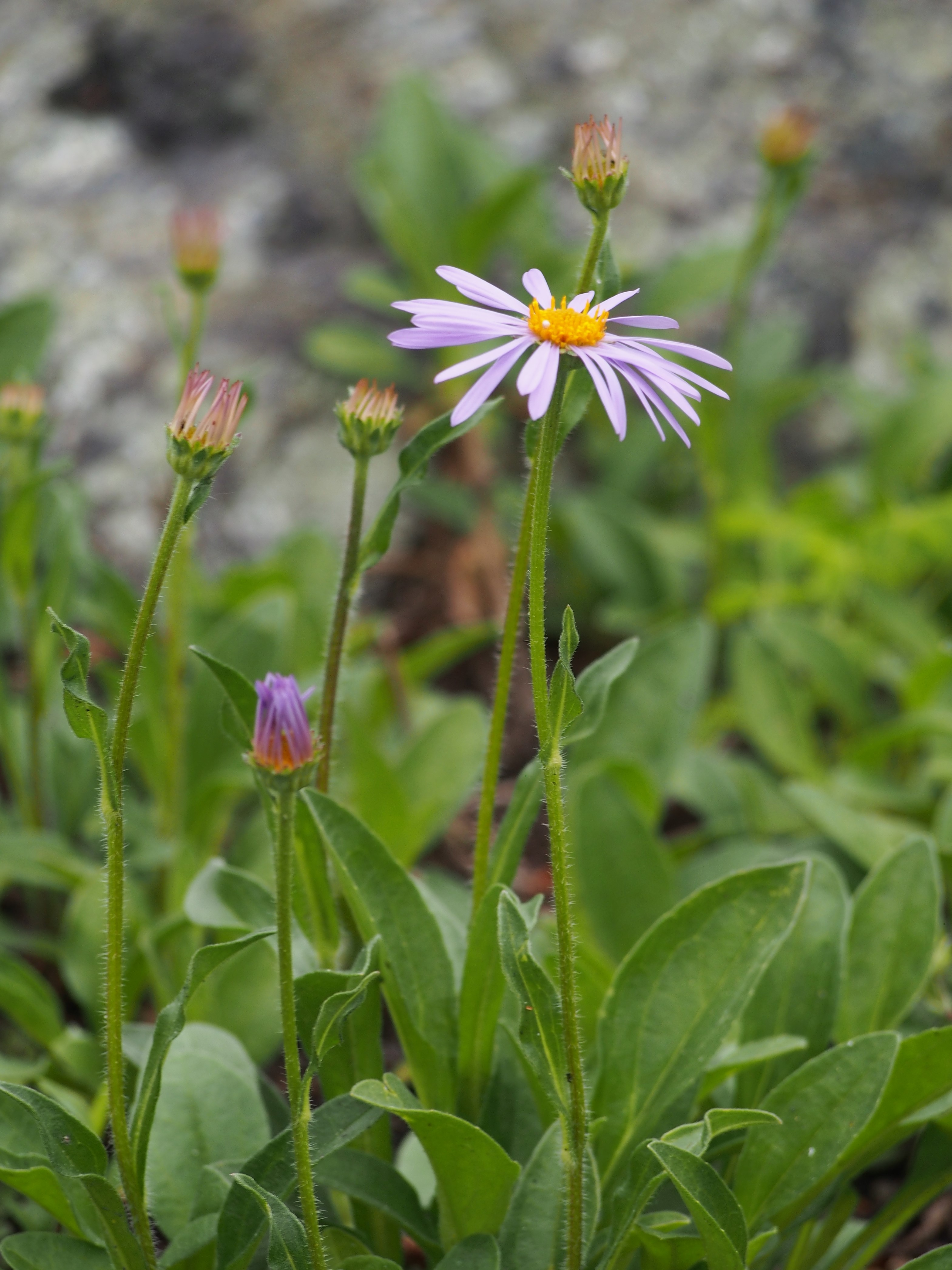
Aster tongolensis
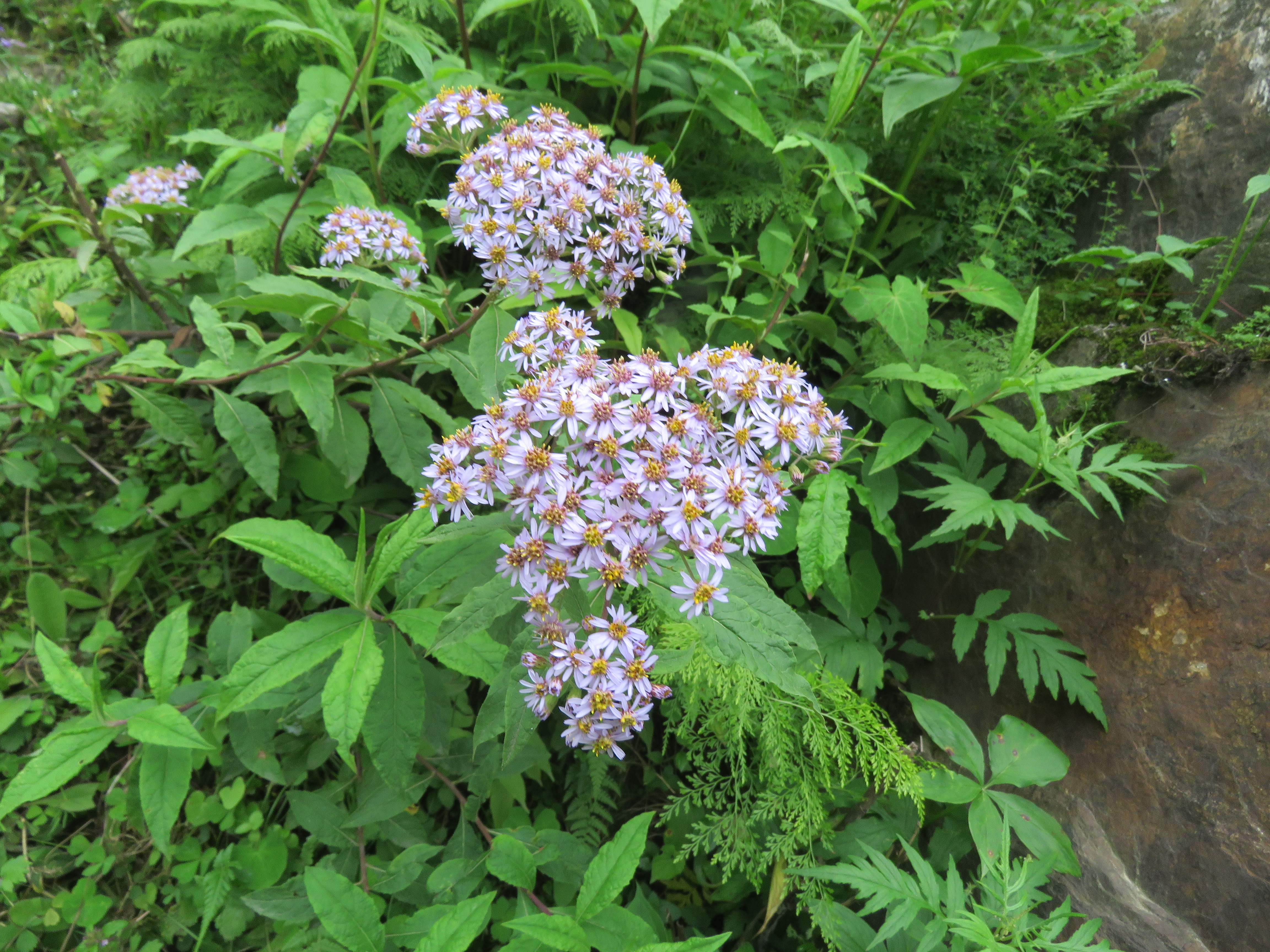
Aster albescens
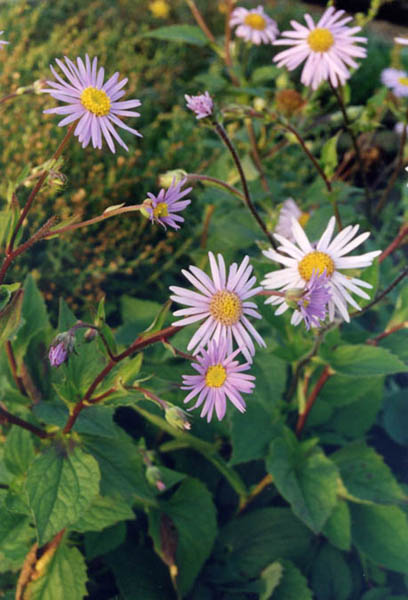
Aster himalaicus

## La revolució Aster
La revolució d'Hongria del 31 d'octubre de 1918 es coneix com la revolució de l'aster perquè els que protestaven portaven flors d'aquest tipus.